# 屍變 (小說)
《屍變》是倪匡筆下科幻小說衛斯理系列之一。故事講述一個地球人與外星人的混血兒發現自己身世的經過。這個故事是倪匡另一本科幻小說《血統》的前傳。

## 故事大綱

### 海上怪船
衛斯理在自己的小艇因遇上風暴，只好登上了富商鄭保雲的大型遊艇上，然而鄭保雲的粗暴態度，惹起了衛斯理的反感和懷疑，決心追查船上的秘密。

### 棺中傳出巨響
沒想到在追查之下，衛斯理偷偷進入船艙。卻看到艙中有一具棺材。因為誤會棺中人出來活動。幾乎將鄭保雲嚇個半死。原來這條船上載有鄭保雲父親鄭天祿的遺體，屍體卻竟然仍有活動動力。讓衞斯理感到詫異，鄭保雲更是崩潰

### 奇人鄭天祿
鄭保雲其後向衛斯理將怪事背景和盤托出。鄭保雲母親希望連同鄭父的遺體落葉歸根，沒想到在起棺過程中接連出現「屍變」，死去的鄭父手腳竟能活動，甚至有襲擊人的能力。這情況把鄭保雲嚇壞，所以把屍體運往馬尼拉的私人解剖室進行研究。由於這個原因，陌生人出現在船上引起了鄭保雲的極大抗拒。鄭保雲得知衛斯理的身份後，便邀請他協助研究。衛斯理用刀在遺體手臂劃了一下，有一滴晶瑩液體滲出後，遺體就喪失活動能力。

### 異變
抵達菲律賓上岸之後，因為屍體在運往解剖途中不能冷藏而迅速廢爛，只剩下骸骨。而骸骨的結構與地球人的骨骼結構有明顯差異之處，衛斯理因而推斷出鄭天祿不是地球人的可能性極大。衛斯理前往找尋曾為鄭天祿治病的醫生詢問時，沿途遭人追殺，追查之下原來是鄭保雲不想秘密外洩，要將衛斯理滅口。

### 地球人與外星人的混血兒
衛斯理終於找到費格醫生。費格醫生證明鄭天祿異於正常的地球人，衛斯理折返鄭保雲家中尋根究底，兩人經一番轉折後合作。

### 吞吃秘密
到最後，衛斯理協助鄭保雲找到其父紀錄真相的記事簿，鄭保雲閱後竟像發狂一樣把它撕碎吞下肚去，更成了沒有希望的瘋子被關進瘋人院。可惜衛斯理沒有先窺視記事簿內容，無緣得知真相。
本故事亦曾經被改編成漫畫、廣播劇、電視劇。

## 漫畫
- 香港漫畫家利志達於1986年發表了衛斯理《屍變》漫畫
  - 出版社：香港斯辰出版社

- 香港漫畫家利志達發表了衛斯理《屍變》漫畫
  - 出版社：晨星出版社

## 廣播劇
- 香港商業電台以粵語於1987年星期一至五，每日下午三時正首播《屍變》廣播劇，合共5集。為商台衛斯理廣播劇系列第十三個故事。
  - 監製：金貴
  - 改編：李牧華
  - 配音
    - 朱子聰 飾演 衛斯理
    - 錢佩卿 飾演 白素
    - 陳　森 飾演 鄭保雲
    - 朱雪梅 飾演 鄭保雲母親
    - 馮天衡 飾演 水手/阿忠(鄭家下人)
    - 李　錦 飾演 水手/阿強(鄭家下人)
    - 吳忠泰 飾演 船長/解剖室職員
    - 甄錦華 飾演 九叔/忠叔 (老家人)
    - 金　貴 飾演 鄧全(老蔡親戚)/解剖室職員/費格醫生
    - 葉　佳 飾演 陳輝(老鎖匠)

- 大陸廣州電台於2004年起以粵語首播衛斯理廣播劇，由主播講出《屍變》故事。
  - 主播:向安神，少爺明
  - 合共15集

## 電視劇
- 無綫電視(TVB)《衛斯理》（The 'W' Files），香港無綫電視翡翠台劇集，於2003年6月2日首播，監製張乾文，八個故事共30集。《屍變》為其中一個被改編的故事。故事背景則設定為1930年代的上海，角色和情節都與原著也較大的差異。
  - 羅嘉良 飾演 衛斯理
  - 蒙嘉慧 飾演 白素
  - 谷峰 　飾演 鄭天祿
  - 羅蘭 　飾演 鄭老太
  - 鄭子誠 飾演 鄭保雲

參見衛斯理 (2003年無綫電視劇集)
| 前任者： 025 天外金球 | 衛斯理系列（按編號） 026 （包括湖水）                  | 繼任者： 027 筆友、合成 |
| 前任者： 奇門         | 衛斯理系列（按連載時序） 1968年9月22日至1968年11月24日 | 繼任者： 合成           |